# Lightning to the Nations
Lightning to the Nations – debiutancki album zespołu Diamond Head.

## Lista utworów
Autorami wszystkich utworów są Harris, Kimberly, Scott i Tatler.
1. "Lightning to the Nations" - 4:15
2. "The Prince" - 6:27
3. "Sucking My Love" - 9:35
4. "Am I Evil?" - 7:39
5. "Sweet and Innocent" - 3:13
6. "It's Electric" - 3:57
7. "Helpless" - 6:51

Bonusy z reedycji z 2001 roku
1. "Shoot Out the Lights" - 4:17
2. "Streets of Gold" - 3:34
3. "Waited Too Long" - 3:53
4. "Play It Loud" - 3:31
5. "Diamond Lights" - 3:31
6. "We Won't Be Back" - 4:18
7. "I Don't Got" - 4:20

## Twórcy
- Brian Tatler – gitara, wokal
- Sean Harris – wokal
- Duncan Scott – perkusja
- Colin Kimberly – gitara basowa